# 미하엘 프레토리우스

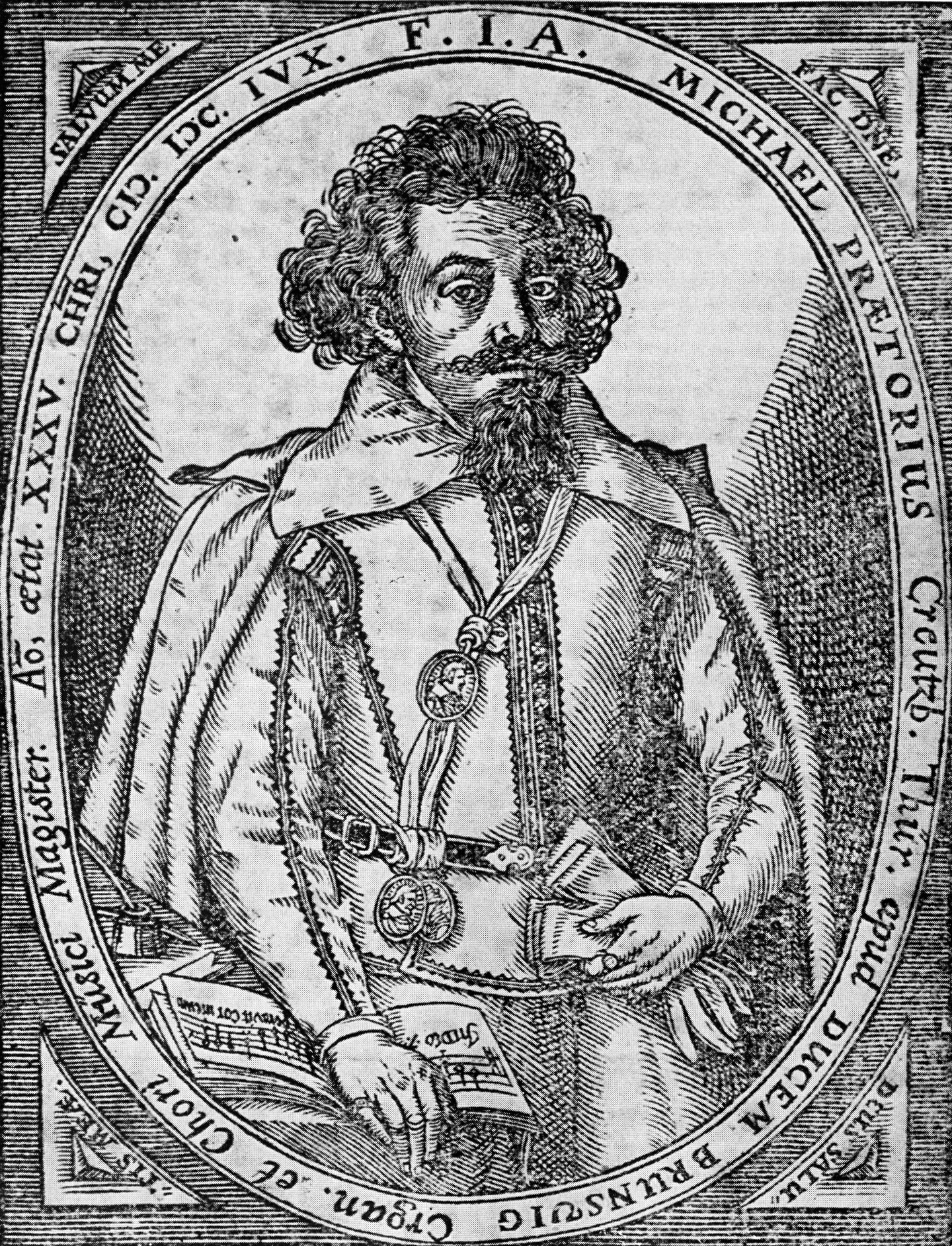

미하엘 프레토리우스(1571년 2월 15일 경 - 1621년 2월 15일)는 독일의 작곡가, 오르간 연주자, 음악 이론가였다. 그는 프로테스탄트 찬송가에 기초한 음악 형식의 개발에 특히 중대한 의미를 지니며, 그 중 많은 것은 프로테스탄트와 가톨릭 사이의 관계를 개선하기 위한 노력을 반영한다.

## 생애
프레토리우스는 프랑크푸르트 대학교에서 공부했다. 그는 여러 언어에 능통했다. 음악 교육을 받은 후 1587년 프랑크푸르트의 마리엔 교회에서 오르간 연주자로 활동했다.
공작이 1613년에 사망하고 프레드릭 울리히가 뒤를 잇게되었을 때, 프레토리우스는 그의 고용을 유지했다
프레토리우스는 독일 볼펜부텔(Wolfenbüttel)에서 생후 50 세의 생일을 맞아 죽었다고 전해지고 있으며, 거기에 있는 마리엔 교회(Marienkirche)의 장기 아래 금고에 묻혀있다.

## 작품
프레토리우스는 다작의 작곡가였다. 그의 작곡은 이탈리아 작곡가와 그의 젊은 동시대인 하인리히 쉬츠(Heinrich Schütz)의 영향을 보여준다. 그의 작품으로는 9 권의 Musae Sioniae (1605-10), 천 이백 개가 넘는 (1244년 경) 합창곡과 노래 협주곡이 있다. 20권 중 11권은 Missionia Sionia라고 불리며 2 ~ 8 개의 목소리를 위한 라틴어의 종교 음악이 포함되어 있다. 그는 루터 교회를 위해 많은 다른 작품을 썼다. 300개가 넘는 무곡의 모음인 Terpsichore는 그의 가장 널리 알려진 작품이자 그의 유일하게 살아남은 세속적인 작품이다.

## 음악 저술
프레토리우스는 그 당시 중요한 음악학자였고 다른 17세기 음악인들에게 가장 잘 알려진 게르만 저술가였다. 그는 현대 음악 관행에 대한 백과사전적인 기록을 수집했다. 17세기의 학자들에 대한 그의 중요성은 앙상블에서의 악기와 목소리의 정상적인 사용, 시간의 표준 피치, 그리고 모달 이론, 계량 이론, 푸가 이론의 상태에 이르렀다. 17세기 연주 관습에 대한 그의 세심한 기록은 20 세기 초반 음악 부흥에 이르는 중요한 것이었다.